# Veščar
Veščar (ang. Mothman) je pošast, ki so jo večkrat videli v vzhodni Virginiji (ZDA) v Point Pleasantu med novembrom 1966 in decembrom 1967. Večina opazovalcev je opisalo veščarja kot krilato pošast, podobno človeku, z velikimi odsevnimi rdečimi očmi in velikimi usti. Včasih so ga opazili brez glave ter z očmi na prsnem košu.
Predstavljenih je bilo nekaj hipotez za razložitev opažanj očividcev, in sicer od neindentifikacije do fantazije in paranormalnih pojavov.

## Zgodovina opazovanj
15. novembra 1966 sta dva poročena para iz Point Plesanta, David in Linda Scarberry ter Steve in Mary Mallette, med nočno vožnjo v avtomobilu, opazili dve rdeči luči v senci starega generatorja v bližini vhoda zapuščene tovarne TNT, približno 7 milj severno od Point Pleasanta. 
Ustavili so avto in odkrili, da so luči v resnici žareče oči živali. »Izgledal je kot človek, samo veliko večji, mogoče širši in pol čevljev visok, z velikimi krili, ki so bila zložena na hrbtu«, je povedal Roger Scarberry. Prestrašeni so se odpeljali, vendar jim je pošast sledila, četudi so bežali s hitrostjo, ki je presegala 100 milj na uro. 
Med begom so vsi v avtomobilu opazili mrtvega psa ob robu ceste, in si lokacijo tako dobro zapomnili, da so šli naslednjega dne nazaj na tisto mesto, da bi ga poiskali. Razlage za to, kako so si lahko tako natančno zapomnili lokacijo v tako velikem stresu, ali zakaj bi šli sploh iskat mrtvega psa, ni.
V kraju danes na dogodek spominja velik veščarjev spomenik, ob katerem se nahaja tabla z zapisom "originalne" legende:
- »Na mrzel večer 1. novembra 1966 sta dva mlada para z avtomobilom zapeljala območje nekdanje tovarne TNT, severno od Point Pleasanta, ko so odkrili, da niso sami.« Ko so vozili po izhodni cesti, so videli pošast, kako je razprla krila ter jim sledila do mestnih mej. Odpeljali so se do Mason Countyjevega sodišča, da bi opozorili Deputy Millarda, ki je pozneje izjavil: »Te otroke sem poznal vse življeneje. Nikoli nisi bili v nobenih težavah ali bili tako prestrašeni kot tisto noč. Vzel sem jih resno.« Potem je sledil njihovemu avtu nazaj do nekdanje tovarne bomb in raket, toda niso našli nobenih sledi skrivnostne pošasti. Kasneje so tiste noči pri Scarberryjevih doma pošast spet videli.

16. novembra 1966 je nekaj oboroženih meščanov prečesalo območje blizu tovarne TNT in poskušalo izslediti veščarja. Ko so se vračali do avtomobila, so opazili, kako se le-ta dviguje iznad njihovega parkiranega vozila. Medtem klicanjem policije je pošast odletela v tovarno in jih opazovala skozi okno. 
24. novembra 1966 so štirje ljudje videli pošast leteti čez poslopje tovarne.
25. novembra 1966 je zjutraj Thomas Ury, ki je vozil po cesti št. 62 (severno od tovarne TNT), povedal, da je videl pošast stati na polju, potem pa je razprla krila in mu sledila. Otresel se jo je šele pri vhodu v mesto.
26. novembra 1966 je Ruth Foster večkrat zapored videla veščarja, stoječega na spednjem delu jase. Izginil je do prihoda njenega svaka.
27. novembra 1966 zjutraj je pošast zalezovala mlado dekle blizu Mansona in pozneje isto noč dva otroka.
15. decembra 1967 so veščarja spet opazili, ko je prišlo do nenadne porušitve Srebrnega mostu, pri čemer je umrlo 46 ljudi. To je bil viseči most preko reke Ohio, ki se je povezoval Point Pleasantst in Gallipolis. Zgrajen je bil leta 1928. Preiskava je pokazala, da je do zrušitve prišlo zaradi uničene kovice. Zato so se pojavile govorice, da se veščar pojavi tik pred katastrofami oz. da jih napoveduje.

## Etimologija
Angleško besedo »Mothman« si je izmislil urednik lokalnega Ohijskega časopisa, ko so začele prihajati zgodbe o »Velikem ptiču«.

## Veščar v popularni kulturi
Danes veščar predstavlja predvsem dobro turistično ponudbo kraja; organiziran je celo festival. Po zgodbah očividcev je bilo posnetih tudi nekaj filmov in televizijskih dokumentarnih oddaj.